# Chaume

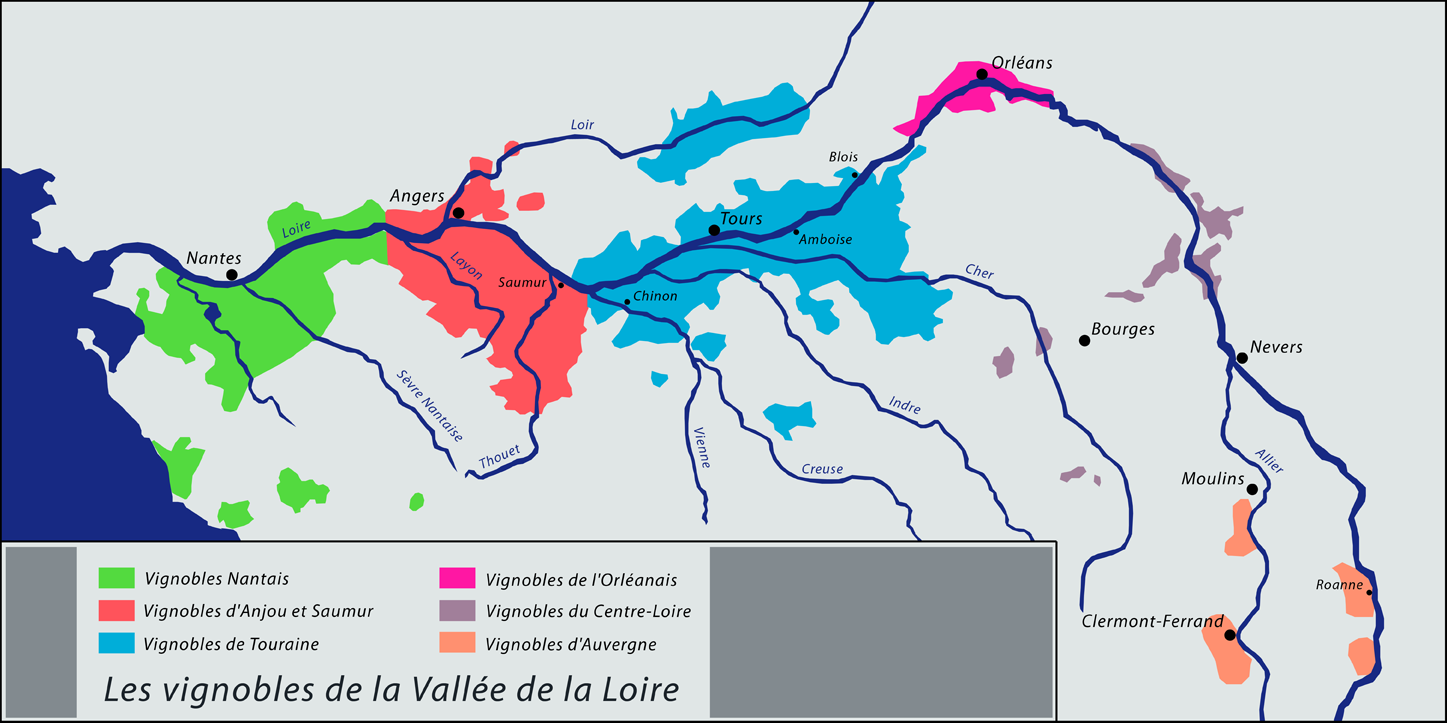
Überblick der Weinbauregionen der Loire. Chaume gehört zur Region Anjou (rötlich gefärbert Bereich bei Angers) und liegt am Fluss Layon.

Chaume oder Chaume-Premier Cru des Coteaux du Layon ist der Name eines Weinbaugebiets im Bereich der Loire. Es handelt sich um eine Enklave innerhalb der Appellation Coteaux-du-Layon im Teilbereich Anjou. Chaume befindet sich im Département Maine-et-Loire, ca. 16 Kilometer südlich von Angers. Die Rebflächen verteilen sich auf die Gemeinden Beaulieu-sur-Layon, Bellevigne-en-Layon, Bouchemaine, Brissac-Quincé, Chalonnes-sur-Loire, Chaudefonds-sur-Layon, Denée, Mauges-sur-Loire, Mozé-sur-Louet, La Possonnière, Rochefort-sur-Loire, Saint-Aubin-de-Luigné, Saint-Lambert-du-Lattay, Savennières, Soulaines-sur-Aubance, und Vauchrétien.
Chaume hat seit dem 19. September 2003 den Status einer Appellation d’Origine Contrôlée (AOC). Die Reben wachsen an Steilhängen am rechten Ufer des Flusses Layon, einem Nebenfluss der Loire. Vor Verabschiedung des entsprechenden Dekrets zur AOC wurde der Bereich Coteaux du Layon Chaume genannt.
Produziert werden ausschließlich süße Weißweine aus der Rebsorte Chenin Blanc. Die Trauben sollten möglichst von Edelfäule (siehe auch Botrytis cinerea) befallen sein und werden in mehreren Durchgängen zur besseren Selektion der überreifen Trauben per Hand gelesen.
Die Erträge sind sehr niedrig – die Grunderträge sollen 25 hl/Hektar nicht überschreiten. Der unvergorene Most sollte über einen Mindestgehalt von 238 g/l Zucker verfügen. Der Alkoholgehalt muss mindestens 12° betragen, wobei der Zucker nicht komplett vergoren wird (ein Mindest-Restzuckergehalt von 34 g/Liter ist gefordert). Der Wein ist goldfarben mit grünlichen Reflexen; im Duft ist er sehr blumig und parfümiert. Er wird frühestens fünf Jahre nach der Ernte getrunken. Er kann mindestens 20 Jahre gelagert werden. Die Trinktemperatur liegt bei 8 °C.
Im gleichen Bereich gibt es eine zweite Appellation, Quarts-de-Chaume.

## Abgrenzung zu den anderen Teilbereichen der Coteaux-du-Layon
Die gesetzlichen Vorlagen der einzelnen Appellationen unterscheiden sich wie folgt.
| AOC                                                                        | Ertragsgrenze (Hektoliter je Hektar) | minimales Mostgewicht (in Gramm/Liter) | Minimaler Alkoholgehalt im Wein | Minimaler Restzuckergehalt im Wein (in Gramm/Liter) | Sonstiges |
| -------------------------------------------------------------------------- | ------------------------------------ | -------------------------------------- | ------------------------------- | --------------------------------------------------- | --- |
| Coteaux du Layon                                                           | 35 hl/ha                             | 221 g/l                                | 11 %                            | 34 g/l                                              | |
| Coteaux du Layon + Gemeindename                                            | 30 hl/ha                             | 238 g/l                                | 12 %                            | 34 g/l                                              | |
| Coteaux du Layon (+ Gemeindename) + Bezeichnung Sélection de grains nobles |                                      | 294 g/l                                |                                 |                                                     | Keine Chaptalisation erlaubt; in einem Sensoriktest muss der Beerenauslesecharakter bestätigt werden. |
| Bonnezeaux                                                                 | 25 hl/ha                             | 238 g/l                                | 12 %                            | 34 g/l                                              | Die Beeren müssen in überreifem Zustand geerntet werden und dürfen von Edelfäule befallen sein (müssen aber nicht)                                                                                                  |
| Chaume                                                                     | 25 hl/ha                             | 272 g/l                                | 12 %                            | 68 g/l                                              | Die Beeren müssen in teilrosiniertem Zustand geerntet werden oder von Edelfäule befallen sein. Falls das natürliche Mostgewicht 323 g/l übersteigt, liegt der minimale Alkoholgehalt des Weines bei 11 % statt 12 % |
| Quarts de Chaume                                                           | 25 hl/ha                             | 238 g/l                                | 12 %                            | 34 g/l                                              | Die Beeren müssen in überreifem Zustand geerntet werden und dürfen von Edelfäule befallen sein (müssen aber nicht)                                                                                                  |